# 212. Infanterie-Division (Wehrmacht)
Die 212. Infanterie-Division und spätere 578. Volksgrenadier-Division bzw. 212. Volksgrenadier-Division war ein Großverband des Heeres der deutschen Wehrmacht im Zweiten Weltkrieg.

## Geschichte
Einsatzgebiete:
- Westwall: September 1939 bis Mai 1940
- Frankreich: Mai 1940 bis November 1941
- Ostfront, Nordabschnitt: November 1941 bis September 1944

### Aufstellung
Die 212. ID wurde als Division der 3. Aufstellungswelle im August 1939 in München im Wehrkreis VII aufgestellt.

### Westwall
Unmittelbar danach wurde sie nach Sigmaringen und danach nach Freudenstadt an den Oberrhein verlegt und der 7. Armee unterstellt. 

### Westfeldzug
Zu Beginn des Westfeldzugs lag die Division einsatzbereit auf dem Truppenübungsplatz Heuberg. In der Phase der Schlacht um Frankreich kämpfte die 212. ID im Verband mit der 16. Armee bei Nancy.

### Beurlaubung 1940
Vom Juli 1940 bis Februar 1941 war die Division inaktiv. 

### Atlantikwall
Im Februar 1941 wurden die Soldaten der 212. ID erneut einberufen und mussten bis zum November 1941 an der Kanalküste Küstenschutz verrichten.

### Verlegung an die Ostfront
Im Winter 1941 wurde die 212. ID an die Ostfront zur Heeresgruppe Nord abgestellt, um an der Belagerung Leningrads teilzunehmen. Ihr zugeteilter Einsatzraum war zunächst die östliche Flanke des Oranienbaumer Brückenkopfes bei der Stadt Peterhof. Zu Beginn des Jahres 1942 war sie an der Schlacht am Wolchow beteiligt, bevor sie zum Oranienbaumer Kessel zurückkehrte, wo sie beim Angriff auf das Fort Krasnaja Gorka eingesetzt wurde. Später im gleichen Jahr kämpfte sie auch im Leningrader Einschließungsring, bevor sich die Gefechte im Januar 1943 auf Nowgorod.

### Divisionskampfgruppe 212
Im Winter 1943/44 kämpfte die Division bei Tschudowo. Dort hatte die 212. ID so große Ausfälle, dass sie im Februar 1944 nur noch die Stärke einer Kampfgruppe besaß. 
Als der Druck der Roten Armee größer wurde, um Leningrad endgültig zu befreien, setzte sich die 212. ID über den Fluss Luga nach Pskow an der Grenze zu Estland ab. Von dort musste sie sich über Lissino und Korpus zur Narwa zurückziehen. 

### Vernichtung 1944
Die 212. ID wurde von der vorstoßenden Roten Armee im Zuge der Offensive Operation Bagration bei Lepel gestellt, nachdem sie Ende Juni 1944 als Verstärkung in den Bereich der Heeresgruppe Mitte verlagert worden war. Sie musste sich fluchtartig über Wilna nach Olita zurückziehen, wo sie vernichtet wurde. 

### Auflösung 1944
Die offizielle Auflösung erfolgte am 15. September 1944. 

### Verwendung der Reste der Division
Am 17. September 1944 wurden die Überlebenden der Division in die 212. Volksgrenadier-Division überführt, die auf dem Truppenübungsplatz Schieratz im Warthegau aufgestellt wurde.

## 212. Volksgrenadier-Division

### Aufstellung
Auf dem Truppenübungsplatz Schieratz wurde im September die 578. Volksgrenadier-Division aus den Resten der 212. ID aufgestellt, die kurze Zeit später in 212. Volksgrenadier-Division umbenannt wurde. Die personelle Verstärkung erhielt diese Division überwiegend aus Bayern. 
Wie viele Volksgrenadier-Divisionen hatte die 212. VGD kaum Funk-Ausrüstung und Sturmgeschütze.

### Ardennenoffensive
Am 16. Dezember 1944 wurde die 212. VGD zusammen mit dem LXXX. Armeekorps der 7. Armee in der Ardennenoffensive an der Westfront eingesetzt. Im April 1945 wurde der Division noch die Ausbildungs-Division Bayern unterstellt.
Der Kommandeur der 7. Armee General der Panzertruppe Erich Brandenberger, stufte die 212. VGD als einen seiner besten Verbände ein und befahl ihr die südliche Flanke des Operationsgebietes zu sichern. Im Laufe der bei angelsächsischen Historikern als „Battle of the Bulge“ bekannt gewordenen Schlacht, stieß die 212. VGD auf die 4. US-Infanteriedivision. Die 212. VGD verzeichnete einige Anfangserfolge, konnte letztlich ihre Operationsziele nicht erreichen, zog sich auf den Rhein zurück.

### Kapitulation
Die Division kapitulierte bei Kriegsende vor den US-amerikanischen Truppen.

## Personen
| Dienstzeit                             | Dienstgrad                   | Name              |
| -------------------------------------- | ---------------------------- | ----------------- |
| 26. August bis 15. September 1939      | Generalmajor                 | Walter Friedrichs |
| 15. September 1939 bis 1. Oktober 1942 | Generalleutnant              | Theodor Endres    |
| 1. Oktober 1942 bis 30. Juni 1943      | Generalmajor/Generalleutnant | Hellmuth Reymann  |
| 30. Juni 1943 bis 11. August 1943      | Oberst                       | Herbert Wagner    |
| 1. Oktober 1943 bis 1. Mai 1944        | Oberst/Generalmajor          | Karl Koske        |
| 1. Mai bis Oktober 1944                | Generalmajor/Generalleutnant | Franz Sensfuß     |

| Dienstzeit                   | Dienstgrad     | Name                  |
| ---------------------------- | -------------- | --------------------- |
| 1939 bis April 1940          | Oberstleutnant | Heinz von Gyldenfeldt |
| 1940                         | Hauptmann      | Hoefs                 |
| 1941 bis September 1941      | Hauptmann      | Reichel               |
| 1942 bis März 1943           | Major          | Hermann Lassen        |
| März 1943 bis September 1944 | Oberstleutnant | Horst Ogilvie         |
| September 1944               | Major          | Adolf Wicht           |

| Dienstzeit                   | Dienstgrad      | Name                           |
| ---------------------------- | --------------- | ------------------------------ |
| Oktober 1944 bis Januar 1945 | Generalleutnant | Franz Sensfuß                  |
| Januar 1945                  | Generalmajor    | Eugen Theilacker               |
| Februar 1945 bis März 1945   | Generalleutnant | Franz Sensfuß                  |
| 1.–21. April 1945            | Generalmajor    | Max Ulich                      |
| 21. April bis 8. Mai 1945    | Generalmajor    | Jobst Freiherr von Buddenbrock |

| Dienstzeit                          | Dienstgrad     | Name                                |
| ----------------------------------- | -------------- | ----------------------------------- |
| 20. September bis 30. Dezember 1944 | Major          | Wolfgang Köstlin                    |
| 30. Dezember 1944 bis 1945          | Oberstleutnant | Hans Ritter und Edler von Rosenthal |

## Gliederung
Veränderungen in der Gliederung der 212. ID von 1939 bis 1943
| 1939                       | 1943                             |
| Infanterie-Regiment 316    | Grenadier-Regiment 316           |
| Infanterie-Regiment 320    | Grenadier-Regiment 320           |
| Infanterie-Regiment 423    | Grenadier-Regiment 423           |
| Artillerie-Regiment 212    |                                  |
| Pionier-Bataillon 212      |                                  |
| Panzerabwehr-Abteilung 212 | Panzerjäger-Abteilung 212        |
| Aufklärungs-Abteilung 212  | Divisions-Füsilier-Bataillon 212 |
| --                         | Feldersatz-Bataillon 212         |
| Nachrichten-Abteilung 212  |                                  |
| Nachschubstruppen 212      |                                  |